# 1054-es busz
Az 1054-es jelzésű autóbuszvonal Budapest és Jósvafő között húzódó országos vonal, amit a Volánbusz Zrt. lát el Eger és Kazincbarcika érintésével.

## Útvonala
A budapesti Stadion autóbusz-pályaudvarról indul. Északnyugati irányban halad a Hungária körúton, majd a Kacsóh Pongrác úttal párhuzamosan futó M3-as autópályára hajt fel. Megállás nélkül, a már heves megyei M25-ös autóút csomópontjánál tér rá a nemrégiben épített szakaszra. A megyeszékhelyet, Egert a 252-es főúton és a 25-ös főúton közelíti meg. A városban áthaladva pár megállóját illetve autóbusz állomását érinti, várakozik itt 15 percet. Továbbmenve Szarvaskő következik, majd a Bükki Nemzeti Park határán fekvő Mónosbélt érinti. Őt követi a szomszédos Bélapátfalva, és a tőle messze fellelhető 87-es vasútvonal jelenlegi végállomása, Szilvásvárad. Nagyvisnyó után ismét megyehatárt lép, a borsodi Dédestapolcsányra érkezik. Ezután Bánhorvátit és Nagybarcát keresi fel, majd a 26-os főúton indul el a Kazincbarcikai járás központjába. Előtte Vadna és Sajóivánka egy-egy megállójánál áll meg. Borsod-Abaúj-Zemplén 3. legnagyobb településére a Márka ABC felől hajt be, autóbusz állomása szinte az összes járatnak a végállomása, míg naponta egyetlen fordának viszont innen még 45 kilométerre található utolsó megállója. A Szent Flórián tér felé, majd Múcsony és Szuhakálló községek irányába robog. Utána Kurityán és Felsőnyárád helyezkedik el, majd Felsőkelecsény, Zubogy, Ragály és Trizs falvak vannak hátra. A szlovák határ közelében húzódik útja, a Baradla–Domica-barlangrendszerről híres Aggtelek barlangi bejáratához is kitér, majd az ismételten nagy népszerűségnek örvendő Vörös-tóhoz is eljutást biztosít, Jósvafőn végállomásozik.
Ellentétes irányban útvonala változatlan.
Kazincbarcikáról a délutáni órákban egyetlen esetben más az útvonala. Egert követően a 25-ös főúton továbbmegy Kerecsendig, ahol a 3-as országútba csatlakozik, Kápolna, Detk, Karácsond és Halmajugra települések központjában, bejárati útjaikban megáll, majd Gyöngyös autóbusz állomását is érinti. Hort előtt hajt fel az M3-asra, azon változatlan útját folytatva.

## Közlekedése
Indításszáma átlagos, legtöbb esetben Budapest – Eger és Budapest – Kazincbarcika viszonylaton ingázik. Nagyrészt naponta közlekedik, sok megállóban felszállási / leszállási korlátozás van. Kiegészítő jegy váltása kötelező (interneten is lehetséges), emelt sebességgel közlekedik.
Budapest és Jósvafő között Bátonyterenye, Pétervására és Ózd felé az 1034-es vonal fut.
| Viszonylat                                            | Indításszám       | Közlekedési rend                                                 |
| ----------------------------------------------------- | ----------------- | ---------------------------------------------------------------- |
| Budapest, Stadion aut. pu. – Eger, aut. áll.          | 2 oda, 4 vissza   | munkanapokon, kiv. a hetek utolsó munkanapján                    |
| Budapest, Stadion aut. pu. – Eger, aut. áll.          | 3 oda, 5 vissza   | a hetek utolsó munkanapján                                       |
| Budapest, Stadion aut. pu. – Eger, aut. áll.          | 3 pár             | szabadnapokon                                                    |
| Budapest, Stadion aut. pu. – Eger, aut. áll.          | 3 oda, 3/5 vissza | munkaszüneti napokon / a hetek első munkanapját megelőző napokon |
| Budapest, Stadion aut. pu. – Kazincbarcika, aut. áll. | 6 pár             | naponta                                                          |
| Budapest, Stadion aut. pu. – Jósvafő, aut. vt.        | 1 pár             | naponta                                                          |

## Megállóhelyei
| 0                         | Budapest, Stadion autóbusz-pályaudvar végállomás     | 0.0 km   | 95, 130, 195 396, 397, 398, 399, 400, 402, 410, 412, 414, 422, 424, 430, 432, 434, 435, 436, 437, 438, 439, 440, 441, 442, 485, 486 901, 908, 908A, 918, 931, 931A, 956, 990 1020, 1021, 1024, 1031, 1034, 1037, 1039, 1040, 1044, 1045, 1046, 1049, 1050, 1052, 1053, 1055, 1063, 1066, 1067, 1068, 1069, 1070, 1075, 1076, 1077, 1078 73, 75, 77, 80 1, 1A |
| 1                         | Budapest, Kacsóh Pongrác út                          | 3.8 km   | 25, 32, 225 396, 397, 398, 399, 400, 402, 412, 414, 422, 424, 432, 433, 434, 435, 436, 437, 438, 439, 441, 442 901, 918 1020, 1021, 1024, 1031, 1034, 1037, 1039, 1040, 1044, 1045, 1046, 1049, 1050, 1051, 1052, 1053, 1055, 1063, 1066, 1067, 1068, 1069, 1076 74, 81, 82 1, 1A, 3, 69 |
| 2                         | Budapest, Szerencs utca                              | 7.7 km   | 96, 124, 225, 296, 296A 396, 397, 398, 399, 400, 402, 412, 414, 422, 424, 432, 433, 434, 435, 436, 437, 438, 439, 441, 442 1020, 1021, 1024, 1031, 1034, 1037, 1039, 1040, 1044, 1045, 1046, 1049, 1050, 1051, 1052, 1053, 1055, 1063, 1066, 1067, 1068, 1069, 1076 |
| Naponta 1 indítás érinti. |                                                      |          | |
| ∫                         | Gyöngyös, toronyház                                  | ∫        | 1040, 1044, 1045, 1046, 1049, 1050, 1066, 1068, 1069, 1348, 1402, 1427, 1469, 1515 3448, 3604, 3612, 3650, 3652, 3670, 3671, 3675, 3676, 3679, 3697, 4602, 4653 |
| ∫                         | Gyöngyös, autóbusz-állomás                           | ∫        | 1A 1040, 1044, 1045, 1046, 1049, 1050, 1066, 1068, 1069, 1301, 1305, 1308, 1348, 1402, 1427, 1469, 1515 3445, 3448, 3471, 3492, 3604, 3612, 3650, 3651, 3652, 3655, 3656, 3660, 3662, 3663, 3664, 3665, 3666, 3670, 3671, 3673, 3675, 3676, 3677, 3678, 3679, 3680, 3681, 3688, 3691, 3693, 3694, 3696, 3697, 3698, 3699, 4602, 4653 |
| ∫                         | Halmajugra bejárati út                               | ∫        | 1050, 1348, 1402, 1427 3445, 3448 |
| ∫                         | Karácsond bejárati út                                | ∫        | 1050, 1348, 1402, 1427 3445, 3448 |
| ∫                         | Detk bejárati út                                     | ∫        | 1050, 1348, 1402, 1427 3445, 3448, 3665 |
| ∫                         | Kápolna, Dembinszky út                               | ∫        | 1050, 1348, 1402, 1427 3441, 3442, 3443, 3444, 3445, 3446, 3448, 3456, 3667, 3683, 3684 |
| ∫                         | Kerecsend, Fő út 60.                                 | ∫        | 1050, 1343, 1348, 1362, 1402, 1427, 1466, 1517 3423, 3424, 3430, 3431, 3433, 3434, 3440, 3441, 3442, 3443, 3444, 3445, 3446, 3448, 3450, 3667 |
| 3                         | Eger, Tompa utca                                     | 125.3 km | 3A, 6, 11, 12, 13, 14, 14E, 16, 112, 113, 914 1050, 1051, 1053, 1343, 1346, 1348, 1362, 1380, 1427, 1466, 1517 3402, 3408, 3410, 3411, 3414, 3423, 3424, 3426, 3430, 3431, 3432, 3433, 3434, 3435, 3436, 3440, 3441, 3442, 3443, 3444, 3445, 3446, 3448, 3472, 3479, 3482, 3484, 3667, 4011, 4015, 4157 |
| 4                         | Eger, vasútállomás bejárati út                       | 126.9 km | 11, 12, 14, 14E, 112, 113 1050, 1051, 1053, 1343, 1348, 1362, 1380, 1427, 1466, 1517 3400, 3402, 3408, 3410, 3411, 3414, 3423, 3424, 3426, 3430, 3431, 3432, 3433, 3434, 3435, 3436, 3440, 3441, 3442, 3443, 3444, 3445, 3446, 3448, 3472, 3479, 3482, 3484, 3667, 4011, 4015, 4157 Agria InterRégió, személyvonat – Eger [87/87a] |
| 5                         | Eger, színház (↓)                                    | 127.6 km | 2, 2A, 7, 7A, 11, 12, 14, 14E, 17, 112 1053, 1343, 1344, 1346, 1348, 1362, 1380, 1381, 1426, 1427, 1428, 1447, 1468, 1517 3402, 3408, 3410, 3411, 3414, 3419, 3420, 3423, 3424, 3426, 3430, 3431, 3433, 3434, 3435, 3436, 3440, 3441, 3442, 3443, 3444, 3445, 3448, 3667, 4011, 4014, 4015, 4018, 4021, 4022, 4157 |
| 6                         | Eger, autóbusz-állomás vonalközi végállomás          | 128.3 km | 2, 2A, 4, 5, 5A, 6, 7, 7A, 11, 12, 14, 14E, 16, 17, 112, 914 1049, 1050, 1051, 1053, 1343, 1344, 1346, 1347, 1348, 1349, 1351, 1352, 1362, 1380, 1383, 1426, 1427, 1428, 1447, 1466, 1468, 1517 3400, 3402, 3403, 3405, 3406, 3407, 3408, 3409, 3410, 3411, 3412, 3414, 3415, 3416, 3417, 3418, 3419, 3420, 3423, 3424, 3426, 3430, 3431, 3432, 3433, 3434, 3435, 3440, 3441, 3442, 3443, 3444, 3445, 3446, 3448, 3450, 3455, 3456, 3457, 3458, 3462, 3469, 3470, 3471, 3472, 3473, 3474, 3476, 3479, 3480, 3481, 3482, 3483, 3484, 3488, 3604, 3660, 3667, 4012, 4014, 4015, 4157 |
| 7                         | Eger, Kővágó tér                                     | 130.8 km | 4, 7, 11, 13, 14, 14E, 17, 113 1051, 1053 3400, 3402, 3403, 3404, 3408, 3409, 3410, 3411, 3412, 3435, 3454, 3481, 4157 |
| 8                         | Eger, Nagylapos                                      | 132.0 km | 4, 11, 14, 14E, 16, 914 1053 3400, 3402, 3403, 3404, 3405, 3408, 3409, 3410, 3411, 3412, 3414, 3435, 3481, 4157 |
| 9                         | Szarvaskő, központ                                   | 140.7 km | 1051 3400, 3402, 3403, 3404, 3408, 3409, 3410, 3411, 3412, 3481, 4157 személyvonat – Szarvaskő [87.] |
| 10                        | Mónosbél, vasútállomás                               | 146.8 km | 3402, 3404, 3408, 3410, 3411, 3412, 4157 személyvonat – Mónosbél [87.] |
| 11                        | Bélapátfalva, városháza                              | 150.1 km | 3404, 3408, 3410, 3411, 3412, 3485, 4157 |
| 12                        | Bélapátfalva, egészségház                            | 150.7 km | 3408, 3410, 3411, 3412, 3485, 4157 személyvonat – Bélapátfalvi Cementgyár [87.] |
| 13                        | Szilvásvárad, szalajka-völgyi elágazás               | 156.2 km | 3408, 3410, 3411, 3412, 3486, 4157, 4194 |
| 14                        | Szilvásvárad, Miskolci út 28.                        | 156.9 km | 3408, 3410, 3411, 3412, 3486, 4157, 4194 |
| 15                        | Nagyvisnyó, Fő út 26.                                | 162.0 km | 3408, 3411, 4194 |
| 16                        | Dédestapolcsány, italbolt                            | 168.6 km | 3408, 4058, 4059, 4060, 4061, 4153, 4154, 4160, 4161, 4194 |
| 17                        | Dédestapolcsány, Gagarin utca                        | 170.1 km | 3408, 4058, 4059, 4060, 4061, 4153 |
| 18                        | Bánhorváti, híd                                      | 176.1 km | 3408, 4058, 4059, 4060, 4061, 4153 |
| 19                        | Bánhorváti, autóbusz-váróterem                       | 176.7 km | 3408, 4058, 4059, 4060, 4061, 4153 |
| 20                        | Nagybarca, autóbusz-váróterem                        | 179.5 km | 3408, 4058, 4059, 4060, 4061, 4153 |
| 21                        | Vadna, községháza                                    | 183.1 km | 1369, 1384, 1410, 1411 3408, 3770, 3773, 4057, 4058, 4059, 4060, 4061, 4062, 4063, 4065, 4066, 4067, 4153, 4194 személyvonat – Vadna [92.] |
| 22                        | Sajókaza vasútállomás bejárati út                    | 185.1 km | 1369, 1384, 1410, 1411 3408, 3770, 3773, 4057, 4058, 4059, 4060, 4061, 4062, 4063, 4065, 4066, 4067, 4069, 4153, 4194 személyvonat – Sajókaza [92.] |
| 23                        | Kazincbarcika, Márka ABC                             | 188.9 km | 3 4048, 4070, 4075, 4080, 4083 |
| 24                        | Kazincbarcika, kórház                                | 189.7 km | 3 3408, 3756, 3763, 3764, 3765, 3770, 3772, 3773, 4040, 4041, 4044, 4047, 4048, 4050, 4052, 4057, 4059, 4060, 4065, 4066, 4069, 4070, 4075, 4080, 4082, 4083, 4084, 4153 |
| 25                        | Kazincbarcika, autóbusz-állomás vonalközi végállomás | 190.9 km | 3, 9 3408, 3756, 3763, 3764, 3765, 3766, 3767, 3770, 3772, 3773, 4040, 4041, 4046, 4047, 4048, 4050, 4052, 4057, 4059, 4060, 4065, 4066, 4069, 4070, 4075, 4080, 4082, 4083, 4084, 4154 |
| 26                        | Kazincbarcika, Szent Flórián tér autóbusz-váróterem  | 194.1 km | 1369, 1384, 1410, 1411 3756, 3763, 3764, 3765, 3766, 3767, 3769, 3770, 3772, 3773, 4040, 4041, 4043, 4044, 4045, 4046, 4047, 4048, 4050, 4052, 4059, 4060, 4063, 4065, 4066, 4067, 4069, 4070, 4075, 4079, 4080, 4081, 4082, 4083, 4084, 4194 |
| 27                        | Szuhakálló-Múcsony vasútállomás bejárati út          | 199.2 km | 3774, 4069, 4070, 4075, 4078, 4079 |
| 28                        | Kurityán, községháza                                 | 203.8 km | 3774, 4070, 4075, 4078, 4079 |
| 29                        | Felsőnyárád, dövényi elágazás                        | 206.1 km | 3774, 4070, 4075, 4078, 4079 |
| 30                        | Felsőkelecsény bejárati út                           | 210.0 km | 3774, 4075, 4078, 4079, 4188 |
| 31                        | Zubogy, posta                                        | 212.7 km | 3774, 4075, 4078, 4079, 4188 |
| 32                        | Ragály, autóbusz-forduló                             | 217.3 km | 1034 3774, 4075, 4078, 4079, 4104, 4140 |
| 33                        | Trizs, községháza                                    | 220.6 km | 1034 4075, 4078, 4079, 4104, 4140 |
| 34                        | Aggtelek, Kossuth utca barlang bejárati út           | 226.6 km | 1034 4075, 4078, 4079, 4081, 4104, 4125, 4140 |
| 35                        | Aggtelek, Baradla-barlang                            | 227.2 km | 1034 4125 |
| 36                        | Aggtelek, autóbusz-váróterem                         | 228.4 km | 1034 4075, 4078, 4081, 4104, 4125, 4140 |
| 37                        | Vöröstói barlang bejárati út                         | 231.4 km | 1034 4081, 4125 |
| 38                        | Jósvafő, szálló                                      | 234.2 km | 1034 |
| 39                        | Jósvafő, autóbusz-váróterem végállomás               | 235.4 km | 1034 3704, 4081, 4125 |